# Pytilia lineata
La estrilda etíope (Pytilia lineata) es una especie de ave paseriforme de la familia Estrildidae endémica de Etiopía. Anteriormente se consideraba subespecie de la estrilda alirroja (Pytilia phoenicoptera).